# Villa de Don Fadrique
Villa de Don Fadrique község Spanyolországban, Toledo tartományban. Villa de Don Fadrique La Puebla de Almoradiel, Quero, Villacañas és Corral de Almaguer községekkel határos. Lakosainak száma 3553 fő (2024).

## Népesség
A település népessége az utóbbi években az alábbiak szerint változott:
| Lakosok száma | 4114 | 4155 | 4149 | 4206 | 4102 | 3962 | 3798 | 3664 | 3572 | 3553 |
|               | 2001 | 2004 | 2007 | 2009 | 2012 | 2014 | 2017 | 2019 | 2022 | 2024 |